# Нуармутьє
Нуармутьє (фр. Noirmoutier) — острів біля атлантичного узбережжя Франції в департаменті Вандея, неподалік від гирла Луари. Довжина 18 км, ширина — 2 — 6 км, площа — 55 км², населення — 9600 осіб. Відділяється від суходолу вузькою (2 км) протокою Гуле-де-Фромантін (Goulet de Fromentine). Центральна частина острова розташована на 4 м нижче рівня моря, проте захищена від повеней дамбами.

## Поселення
Місто Нуармутьє-ан-л'Іль на східному березі острова має середньовічну церкву (XIV століття), фортецю, гавань. Острів з'єднаний з континентом своєрідною дорогою з кам'яних брил довжиною чотири кілометри. Дорога затоплюється двічі на день припливом. Щороку проводиться Фуле-дю-Гуа — перегони, що починаються на початку припливу. 1999 року цією дорогою проїжджали велосипедисти Тур де Франс. На острові є ще три поселення — Барбатре, Лепен та Ла-Геріньєр.

## Історія
Численні археологічні знахідки свідчать про заселення острова ще в доісторичні часи. У лісі Буа-де-ла-Шез було знайдено знаряддя середньої кам'яної доби (10 000 років тому). Так само до кам'яної доби належать залишки мегалітів (дольменів та менгірів), один з таких мегалітів є дольмен, що його називають «Dolmen submergé de Noirmoutier».
Від римського часу збереглися залишки вілли з термами неподалік від Ле-Вьєй. Вілла датується II-III століттям нової ери..
674 року Святий Філібер заснував на острові домініканський монастир, з цього часу на острові почало розвиватися сільське господарство, добування солі, було споруджено декілька вітряків.
799 року на місцевий монастир напали нормани. Це був перший набіг вікінгів на континентальну Європу, про який збереглися відомості. Острів приваблював загарбників своїм стратегічним розташуванням у гирлі Луари. Щоб убезпечитися від «варварів», Карл I Великий наказав зміцнити узбережжя. Тоді, ймовірно, на Нуармутьє була споруджена перша фортеця.
Сеньйорія Гарнаш, до якої належали острови Нуармутьє і Буен (нині під водою), була предметом суперечки між правителями Бретані та Пуату. У XIII столітті в Нуармутьє було споруджено неприступний замок з 20-метровим донжоном, який зберігся до нашого часу. У 1342, 1360 та 1388–1390 роках острів намагалися захопити англійці. Починаючи з XV століття замком володіли Віконт де Туар (Де-Севр) з родів Амбуаз та Ла-Тремуй. У XIV та XVI століттях замок вистояв проти численних спроб захопити його англійцям та іспанцям, проте 1674 року таки був узятий нідерландським адміралом Тромпом. Населення позбулося голландів, заплативши великий викуп.
У 1560-ті роки острів захоплювали корсари-гугеноти з Ла-Рошелі. Коли Людовик XIV надав пані де Ментенон монополію на ввезення тютюну з Америки, Нуармутьє остав осідком тютюнових контрабандистів. У XVII–XVIII століттях починається спорудження розгалуженої системи дамб і польдерів.
Острів зазнав великих руйнацій під час Французької революції та Вандейської війни. Під час вандейської війни у січні 1794 року республіканській армії вдалося захопити острів, який утримували повстанці. Повстанці погодилися припинити бойові дії за обіцянку, що їх роззброять, але дадуть спокій. Частина повстанців залишилася у фортеці Нуармузьє, а частина знайшла притулок у церкві (загалом на території церкви було близько 1500 чоловік). Проте в наступні дні республіканці виводили невеликі групи повстанців до пляжу, де й страчували їх. Згодом повстанців вбивали і в місті. Серед полонених повтанців був колишній командувач Вандейського повстання Моріс д'Ельбе, якого застрелили на центральній площі Нуармутьє.
У XIX столітті відбувся поступовий розвиток острівної інфраструктури. Острів став місцем відпочинку й дедалі більше приваблював туристів. 1892 року на острові відпочивали художники Анрі Руссо та Огюст Ренуар, останній навіть намалював тут дві картини.

## Економіка
Жителі острова живуть за рахунок рибальства (включаючи ловлю устриць), туризму та випарювання морської солі. Також розвинене сільське господарство. На острові вирощують найдорожчий у світі сорт картоплі — «La Bonnotte». Річний урожай цього сорту становить не більше 100 тонн. Оскільки бульба виключно ніжна, збирати її можна лише вручну. Картопля «La Bonnotte» обійдеться найвишуканішим гурманам приблизно за 500 євро за кілограм.

## Визначні місця
- Замок Нуармутьє (IX століття).
- Церква Сен-Фільбер та колишнє бенедиктинське абатство. Споруди в романському та готичному стилях.
- Готель д'Ельбе - особняк XVIII століття.
- Пасаж дю Гуа - дорога, що поєднує острів з суходолом.
- Ліс Вуа де ла Шез, відомий зеленими дубами, мімозами та тінистими пляжами.
- Променада Сузо на узбережжі.
- Маяк Ла Пуант де Дам (1867).